# Paranthura lifuensis
Paranthura lifuensis är en kräftdjursart som beskrevs av Stebbing 1900. Paranthura lifuensis ingår i släktet Paranthura och familjen Paranthuridae. Inga underarter finns listade i Catalogue of Life.